# Gotenius varv
A Gotenius varv - em português Estaleiros de Gotenius - é uma empresa sueca de reparação e reconstrução de navios, localizada em Gotemburgo na Suécia.

Uma das suas especialidades é a restauração de navios.

 
A empresa foi fundada em 1925 e dispõe atualmente de 2 docas flutuantes, 1 plano inclinado e um guindaste Kampnagel com capacidade de elevar 20 toneladas.